# كاثرين واشنطن
كاثرين واشنطن (بالإنجليزية: Katherine Washington)‏ هي لاعبة كرة سلة أمريكية سابقة. يبلغ طولها 5 قدم 9 بوصة (1.8 م). حققت المركز الأول في كأس العالم لكرة السلة للسيدات 1953.

## الميداليات
| الميدالية | المسابقة                           |
| --------- | ---------------------------------- |
| ذهبية     | كأس العالم لكرة السلة للسيدات 1953 |
| ذهبية     | كأس العالم لكرة السلة للسيدات 1957 |

## روابط خارجية
- كاثرين واشنطن على موقع الاتحاد الدولي لكرة السلة (الإنجليزية)
- كاثرين واشنطن على موقع قاعة مشاهير كرة السلة للسيدات (الإنجليزية)